# Garbo, l'espia (L'home que va salvar el món)
Garbo, l'espia (L'home que va salvar el món) és una pel·lícula documental, dirigida per Edmon Roch l'any 2009, que va guanyar el Goya a la millor pel·lícula documental. Ha estat doblada al català.

## Argument
En els anys 40, el català Joan Pujol i Garcia decideix deixar a un costat les seves ocupacions i oferir-se com a espia als britànics. En rebre una negativa, prova sort amb els nazis, convertint-se en un dels seus agents secrets sota el nom d' "Arabel". Temps després, després d'haver viscut algunes aventures, és localitzat per la Intel·ligència Britànica i passa a ser un agent doble amb la identitat de "Garbo". Les estratègies d'engany que va dur a terme en tots dos bàndols van fer d'ell el millor espia del segle.

## Comentari
Definit com un thriller documental sobre l'agent secret que va engalipar als nazis, Garbo, l'espia ens descobreix la història de Joan Pujol. Autodidacta i emprenedor, Pujol va ser un dels puntals de la intel·ligència en la Segona Guerra Mundial, treballant al mateix temps per al Tercer Reich i l'MI5. Una biografia tan apassionant, i alhora tan desconeguda, va seduir immediatament al productor Edmon Roch, que debuta després de la càmera filmant entrevistes, intercalant fragments de pel·lícules i recorrent als efectes digitals.
Un dels episodis més recordats de Garbo va ser fer creure als nazis que el desembarcament de Normandia anava a ser realment al Pas de Calais. Gestes com aquesta, inclòs el fet que fos l'únic individu que va rebre les màximes condecoracions de tots dos bàndols, li van valer l'apel·latiu del "millor actor del món". Al costat de les seves impressions, el documental recull testimoniatges d'oficials, espies i investigadors com Nigel West, el novel·lista que va trobar a Pujol a Veneçuela quan tothom el donava per mort. Garbo: l'espia ha participat en els festivals documentals d'Amsterdam, Roma i Sevilla.

## Nominacions i premis
- Goya al millor documental (2010)[4]
- Premi al millor documental al Festival de Cinema Europeu de Sevilla (2009)[5]
- Gaudí a la millor pel·lícula documental (2010)[6]
- Gaudí al millor guió (2010)